# La Cité du midi
Pour plus de détails, voir Fiche technique et Distribution.
La Cité du midi est un film français de court métrage réalisé en 1951 par Jacques Baratier, sorti en 1952. 

## Synopsis
La vie quotidienne dans une impasse du quartier de Montmartre, la Cité du Midi, avec son gymnase où des acrobates effectuent leurs entraînements.

## Fiche technique
- Titre : La Cité du midi
- Réalisation : Jacques Baratier
- Commentaire : Paul Guth
- Photographie : Roger Duculot
- Musique : Claude Luter
- Montage : Néna Baratier
- Société de production : Filmsonor - Films Marceau-Cocinor - Films Ariane
- Pays de production :  France
- Format : Noir et blanc - 1,37:1 - 35 mm - Son mono
- Genre : Documentaire
- Durée : 15 min
- Date de sortie :
  - France : 20 mars 1952

## Distribution
- Narrateur : Michel Simon
- Le Trio Rivals
- Les Athelas
- Les Li-Choung-Zsai
- Le Trio Thalis
- Les Campbell
- Lucien Choury
- Edmond Rainat
- Michel Patrix

## Récompense
- 1952 : Mention spéciale au Festival de Venise